# Easton (Minnesota)
Easton – miasto w Stanach Zjednoczonych, w stanie Minnesota, w hrabstwie Faribault.